# Mercè Durfort i Coll
Mercè Durfort Coll (La Suze sur Sarthe, Sarthe, Loira, 4 de abril de 1943-Barcelona, 7 de abril de 2022) fue una bióloga, catedrática de Biología Celular de la Facultad de Biología de la Universidad de Barcelona.

## Biografía
Se doctoró en ciencias biológicas en 1973 en la Universidad de Barcelona, y desde 1985  fue catedrática de Biología Celular en su Facultad de Biología, dentro de la cual desarrolló varios cargos de gestión. Desde 1993, fue miembro de la Reial Acadèmia de Ciències i Arts de Barcelona, y de 1994 al 2000 fue presidenta de la Secció de Ciències Biològiques del Instituto de Estudios Catalanes, de la cual era miembro numeraria desde 1989.
Fue vicepresidenta primera de la Societat Catalana de Biología y socia de honor desde 2014.
Su actividad de investigación se centró preferentemente en la gametogénesis de moluscos y crustáceos y en la histopatología y los procesos bioacumulativos de los bivalvos marinos de interés en acuicultura.
Perteneció a varias sociedades científicas y fue autora de numerosas publicaciones técnicas y de vídeos metodológicos pensados como soporte a la docencia que impartía.
En 2004 recibió la Creu de Sant Jordi.